# BRACE;d
BRACE;d，是一隊J-POP組合，於2005年11月25日以動畫《增血鬼果林》的片頭主題曲《scarlet》正式出道。主唱川瀨未希目前是就讀中的女子高中生。

## 成員
- 川瀨未希（主唱）
1989年4月13日出生，東京都出身。在試聽選拔中被選中。
- a.k.a.dRESS（電子琴、作詞、作曲、編曲、音聲制作）
「a.k.a」全寫是「as know as」。
1977年3月10日出生。名稱簡作「dRESS」。ave;new的音聲制作者。
是個很喜歡喝酒的人[2]。

## 音樂

### 單曲
- scarlet
c/w veil
2005年11月25日／FCCM-0092 / Frontier Works
動畫「增血鬼果林」片頭曲
- Devotion
c/w “missing”
2006年4月21日／FCCM-0120 / Frontier Works
動畫「甜蜜聲優」片尾曲

### 合作
- ave;new feat.BRACE;d「Allure」
ave;new 專輯「virtu」收錄
2006年5月31日
- ave;new feat.BRACE;d「Allure -HARD dRESS STYLE-」
ave;new 專輯「Regard」收錄
2006年8月11日

## 註
1. ↑  .   [2007-02-18]. （原始内容存档于2007-02-04）.
2. ↑  .   [2007-02-18]. （原始内容存档于2007-02-03）.

## 外部連結
- BRACE;d official site（久未更新）
- ave;new 上川瀨未希的個人資料（附照片）（页面存档备份，存于）